# نیکلاس وردیه
نیکلاس وردیه (انگلیسی: Nicolas Verdier؛ زادهٔ ۱۷ ژانویهٔ ۱۹۸۷) بازیکن فوتبال اهل فرانسه است.
از باشگاه‌هایی که در آن بازی کرده‌است می‌توان به باشگاه فوتبال استاد برستوا ۲۹، باشگاه فوتبال مشلان، و باشگاه فوتبال کن اشاره کرد.